# Parafia św. Mikołaja w Polance Wielkiej
Parafia pod wezwaniem Świętego Mikołaja w Polance Wielkiej – parafia rzymskokatolicka znajdująca się w Polance Wielkiej. Należy do dekanatu Osiek diecezji bielsko-żywieckiej.

## Historia
Erygowana w XIII wieku. Wzmiankowana została w spisie świętopietrza parafii dekanatu Zator diecezji krakowskiej z 1326 pod nazwą Polenka.
Wybudowany w XVI wieku w stylu gotyckim, a przebudowany w 1658 w stylu w stylu barokowym drewniany kościół pw. św. Mikołaja nie jest już obecnie użytkowany.
Funkcję kościoła parafialnego przejęła nowa świątynia pw. Narodzenia Najświętszej Maryi Panny oddana do użytku w 1991.